# Flattbach
Das Gebiet Flattbach ist ein vom Landratsamt Ravensburg am 21. März 1974 durch Verordnung ausgewiesenes Landschaftsschutzgebiet auf dem Gebiet der Stadt Ravensburg im Landkreis Ravensburg. 

## Lage
Das Landschaftsschutzgebiet Flattbach liegt nordöstlich des Stadtteils Kemmerlang an der Gemeindegrenze zu Grünkraut, östlich angrenzend an das Naturschutzgebiet Kemmerlanger Moos. Das Gebiet gehört zum Naturraum Bodenseebecken und überschneidet sich teilweise mit dem FFH-Gebiet Schussenbecken mit Tobelwäldern südlich Blitzenreute.

## Landschaftscharakter
Das Landschaftsschutzgebiet liegt am rechten Talhang des Flappach-Tals (der Flappach wird auch Flattbach genannt) und wird im Norden vom Mühlebach durchflossen. Es ist überwiegend bewaldet, nur im südlichen Teil befindet sich an der Straße nach Grünkraut eine Wiese. Stellenweise kommen Kalktuffquellen im Gebiet vor.

## Geschichte
Ursprünglich umfasste das Landschaftsschutzgebiet 23,8 ha. Durch die Ausweisung des Naturschutzgebiets Kemmerlanger Moos im Jahr 1987 wurde das Gebiet auf 8,3 Hektar verkleinert.